# سيلارستان (مقاطعة تشرام)
سيلارستان (بالفارسية: سیلارستان) هي قرية تقع في قسم بشتة ذيلايي الريفي (مقاطعة تشرام) في إيران. يقدر عدد سكانها بـ 42 نسمة بحسب إحصاء 2016.